# Shahumyan (Armavir)
Shahumyan (in armeno Շահումյան?) è un comune dell'Armenia di 1 567 abitanti (2009) della provincia di Armavir.